# Nazionale olimpica di calcio dell'Iraq
La Nazionale olimpica irachena di calcio è la rappresentativa calcistica dell'Iraq che rappresenta l'omonimo stato ai Giochi olimpici.

## Storia
La nazionale olimpica irachena esordisce nel 1963 contro l'Iran perdendo 0-4.
Partecipa all'Olimpiade del 1980 a Mosca. Nel girone conquista 4 punti e finisce seconda dietro la Jugoslavia. Ai quarti viene eliminata dalla Germania Est con uno 0-4. Si qualifica anche alla successiva Olimpiade del 1984 a Los Angeles in cui finisce ultima nel girone con 1 solo punto ottenuto e 3 gol fatti. Si qualifica alla terza Olimpiade di fila, a Seul 1988. Ottiene 4 punti ma non basta per evitare l'uscita ai gironi come terza. Ad Atene 2004, 16 anni dopo, la nazionale gioca la sua migliore Olimpiade; conquista 6 punti nel girone, passando da prima ai quarti, in cui affronta l'Australia e riesce a batterla per 1-0. In semifinale affronta il Paraguay con cui perde per 1-3. Nella finalina per il terzo posto affronta l'Italia ,con cui esce a testa alta, perdendo solamente 1-0. Nel 2016 si qualifica per le Olimpiadi in Brasile ottenendo 3 punti, frutto di 3 pareggi ed esce da terza nel girone.

## Statistiche dettagliate sui tornei internazionali

### Giochi olimpici
| Anno | Luogo             | Piazzamento      | V | N | P | Gol |
| ---- | ----------------- | ---------------- | - | - | - | --- |
| 1952 | Helsinki          | Non partecipante | - | - | - | -   |
| 1956 | Melbourne         | Non partecipante | - | - | - | -   |
| 1960 | Roma              | Non partecipante | - | - | - | -   |
| 1964 | Tokyo             | Non qualificata  | - | - | - | -   |
| 1968 | Città del Messico | Non qualificata  | - | - | - | -   |
| 1972 | Monaco di Baviera | Non qualificata  | - | - | - | -   |
| 1976 | Montréal          | Non qualificata  | - | - | - | -   |
| 1980 | Mosca             | Quarti di finale | 1 | 2 | 1 | 4:5 |
| 1984 | Los Angeles       | Primo turno      | 0 | 1 | 2 | 3:6 |
| 1988 | Seul              | Primo turno      | 1 | 1 | 1 | 5:4 |
| 1992 | Barcellona        | Non partecipante | - | - | - | -   |
| 1996 | Atlanta           | Non qualificata  | - | - | - | -   |
| 2000 | Sydney            | Non qualificata  | - | - | - | -   |
| 2004 | Atene             | Quarto posto     | 3 | 0 | 3 | 9:8 |
| 2008 | Pechino           | Non qualificata  | - | - | - | -   |
| 2012 | Londra            | Non qualificata  | - | - | - | -   |
| 2016 | Rio de Janeiro    | Primo turno      | 0 | 3 | 0 | 1:1 |
| 2020 | Tokyo             | Non qualificata  | - | - | - | -   |
| 2024 | Parigi            | Primo turno      | 1 | 0 | 2 | 3:7 |